# Spiritusforbuddet i USA
Spiritusforbuddet i USA varede fra januar 1920 indtil 1933, hvor det 18. forfatningstillæg til USA's forfatning gjaldt (også kendt som Forbudstiden). Formålet var at opnå alkoholafholdenhed ad juridisk vej. I perioden var fremstilling, transport og salg af alkoholiske drikke forbudt i hele USA ifølge forfatningen, men der er dog mange undtagelser, fordi enkelte delstater indførte forbud før 1920, og nogle opretholdt forbuddet helt op til 1960'erne (Mississippi 1966). Kriminaliteten steg i forbindelse med forbuddet, og gangstere, som kunne skaffe spiritus, havde en god forretning. Stederne, hvor man kunne skaffe spiritus hed "speakeasies", fordi folk skulle holde mund med, hvad de så. Politiagenter blev forhindret i at komme ind disse steder af udsmidere. Agenterne havde kun få magtbeføjelser og kunne ikke nå videre uden beviser. Spiritus blev smuglet ind i USA fra franske øer og Canada.
Forbuddet blev ophævet med den 21. tillægsartikel, der blev ratificeret den 5. december 1933.